# Sunny Summer
Sunny Summer – specjalny minialbum południowokoreańskiej grupy GFriend, wydany 19 lipca 2018 roku przez wytwórnię Source Music i dystrybuowany przez Kakao M. Pozycja była promowana jako ich pierwszy specjalny, „letni” minialbum. Głównym singlem jest „Sunny Summer” (kor. 여름여름해 (Sunny Summer)). Sprzedał się w nakładzie 54 913 egzemplarzy w Korei Południowej (stan na grudzień 2018).

## Wydanie fizyczne
Minialbum Sunny Summer został wydany w dwóch wersjach: „Sunny” i „Summer”. Do obu płyt zostały dołączone 60-stronicowe książki i jedna z trzydziestu losowych fotokart. W przedsprzedaży można było dokupić też jeden z dwóch losowych plakatów. Sto osób miało okazję znaleźć w swoich albumach podpisany polaroid

## Lista utworów
| CD | CD                                                                    | CD                            | CD                                                       | CD                                                  | CD      |
| Nr | Tytuł utworu                                                          | Tekst                         | Kompozycja                                               | Aranżacja                                           | Długość |
| -- | --------------------------------------------------------------------- | ----------------------------- | -------------------------------------------------------- | --------------------------------------------------- | ------- |
| 1. | „Yeoreum Yeoreum Hae (Sunny Summer)” (kor. 여름여름해 (Sunny Summer)) | Duble Sidekick, Black Edition | Duble SidekickBlack Edition                              | Duble Sidekick                                      | 3:18    |
| 2. | „Vacation”                                                            | Iggy, Youngbae                | Iggy, Youngbae                                           | Iggy, Youngbae                                      | 3:24    |
| 3. | „Sweety”                                                              | Mio                           | Mio                                                      | Mio                                                 | 3:13    |
| 4. | „Baram Baram Baram (Windy Windy)” (kor. 바람 바람 바람 (Windy Windy)) | Boombastic                    | Boombastic                                               | Boombastic                                          | 3:16    |
| 5. | „Love In The Air”                                                     | No Joo-hwan                   | Andreas Öberg, Darren Smith, Sean Alexander, No Joo-hwan | Andreas Öberg, Darren Smith, Avenue 52, No Joo-hwan | 3:40    |

## Notowania
| Lista                   | Pozycja |
| ----------------------- | ------- |
| Gaon Weekly Album Chart | 2       |
| Five Music (Tajwan)     | 1       |
| Billboard World Albums  | 13      |